# 夾鏈袋

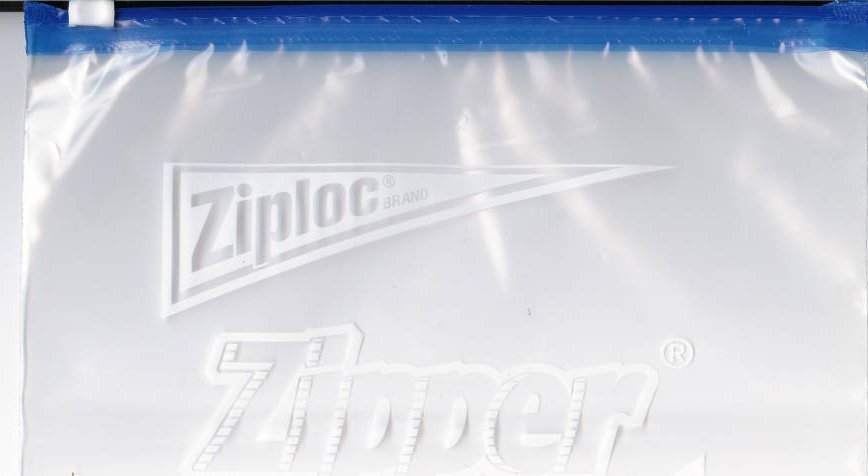
Ziploc品牌的夾鏈袋

自封袋（夾鏈袋、密实袋）是一種便宜的長方形包裝袋，是一种塑料袋，開口處使用類似於拉鏈設計，可使袋口完全密合，並可以重複使用。多用於保存物品，有各種規格。放置證件的封套也有類似這種設計。
夾鏈袋最初在1954年5月18日，由 Robert W. Vergobbi獲得專利權，並在同年發出鉛筆盒的許可證。但是，夾鏈袋最受重視的功能一直到1957年才被了解：一名叫做 Robert Lejeune 的五年級生展示出夾鏈袋也能夠安全地儲存食物。11年後（1968年），Dow Chemical Company 開始使用 Ziploc 的品牌名稱販售此商品，其他品牌，如 Widetrack ribs於1982年、clicking zippers 於 1993年、color 於 1997 年加入市場。

## 相關
- 膠袋稅
- 環保購物袋
- 包裝
- 聚乙烯